# Homoerotisme

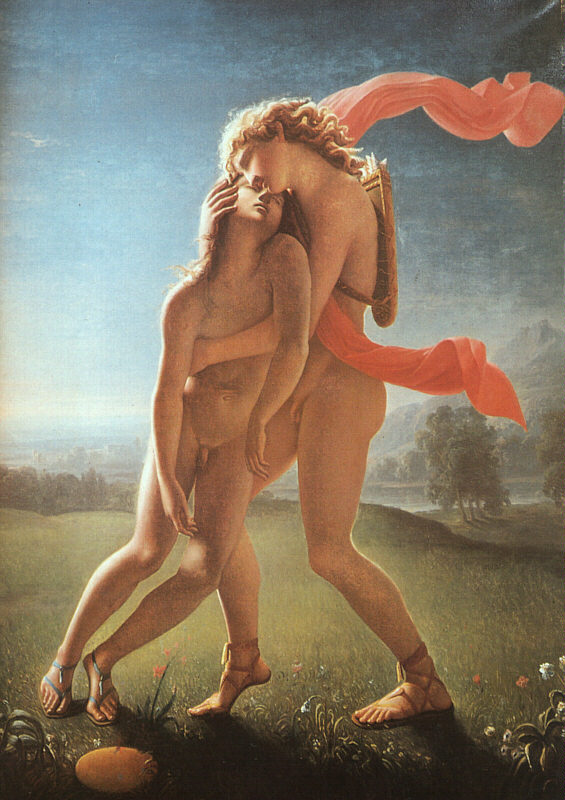
La mort de Jacint (1801), de Jean Broc

El terme homoerotisme fa referència a la tendència social caracteritzada per la presència d'emocions eròtiques o desitjos sexuals que se centren en una persona del mateix sexe. Aquest concepte té una estreta relació amb el concepte d'homosexualitat, encara que pot diferir-ne, ja que l'homoerotisme fa referència a una forma del desig sexual que s'enfoca cap a persones del mateix sexe, mentre que el concepte d'homosexualitat fa referència a una identitat sexual o orientació sexual la naturalesa de la qual implica l'atracció sexual per persones del mateix sexe, assimilant-se com una identitat de l'homoerotisme.
L'homoerotisme es considera sobretot una expressió artística de les arts visuals, la literatura i les arts escèniques, caracteritzat per la representació del desig emocional de naturalesa homosexual, i sovint evoca escenes sensuals, eròtiques o de pràctiques sexuals gais que involucren tècniques com el nu i la representació gràfica de la relació sexual.

## Descripció i classificació
L'homoerotisme és la presència de desig eròtic cap a persones del mateix sexe, la qual cosa involucra una estreta relació amb la naturalesa sexual de l'homosexualitat; l'homosexualitat, però, es refereix a una identitat social en què són presents diverses expressions de l'homoerotisme, i es tracta d'un concepte de major extensió. Es denomina homoeròtic allò que conté trets apreciables de l'homoerotisme, i es pot expressar-se en la interacció de les variants binàries tradicionals de gènere (masculí-masculí i femení-femení). L'homoerotisme se centra sobretot en la naturalesa emocional del desig entre persones del mateix sexe o cap a persones del mateix sexe, i retrata aspectes estètics que s'hi relacionen, com l'amor, la sensualitat i el capteniment sexual humà.
Es defineix com homoerotisme qualsevol manifestació cultural que expressa l'amor sensual entre persones del mateix sexe. Aquesta manifestació és generalment explícita, no pas pornogràfica. És difícil traçar una frontera inequívoca entre erotisme i pornografia, ja que sempre n'existiran diverses interpretacions i criteris; en parlar d'homoerotisme, però, ens basem en la part emocional associada a l'erotisme, que vol despertar el desig sexual i alhora sol aprofundir més en els sentiments que en els detalls específics de l'acte.
En el camp de la psicologia tradicional, es denomina homoerotisme els forts i persistents desigs libidinals que experimenta una persona cap a altres persones del seu mateix sexe. Aquest tipus de desig homoeròtic pot ser acceptat i expressat en comportament homosexual com homogenitalitat; pot ser sublimat i gradualment acceptat com a homosexualitat; o pot ser simplement rebutjat en una etapa de repressió del desig. En les teories freudianes se situa l'homoerotisme com a determinant en el desenvolupament psicosexual dels individus, independentment de la seua orientació sexual o identitat de gènere.

## Art homoeròtic
L'art homoeròtic és l'expressió artística, normalment creada per la comunitat homosexual, que retrata la sexualitat homosexual o hi fa una clara referència. Els temes d'aquest tipus d'art van des de la sensualitat del nu fins a les relacions psicoafectives i eròtiques entre persones del mateix sexe. Aquest gènere artístic té un dels seus fonaments en les cultures ancestrals, que van dedicar part de les seues expressions artístiques al culte fàl·lic, com a promotor de la fecunditat, però també com a símbol de la virilitat i de la transmissió de la força entre els guerrers d'un clan o tribu. Hi ha hagut també altres manifestacions d'aquest tipus d'art en les diferents societats al llarg de la història.

### Literatura
La literatura homoeròtica té bases històriques recognoscibles en la literatura produïda en l'art de l'antiga Grècia, el qual conté referències explícites a aquest tipus d'imatgeria sobre les nocions tradicionals de l'amor grec i la naturalitat sexual dels personatges de la mitologia. Un exemple notable d'aquesta societat acostumada a l'homoerotisme implica el model social efebofílic de la paiderasteia com un propulsor social, militar i polític d'una persona jove, per part d'una persona adulta. La pederàstia i el desig sexual entre persones del mateix sexe fou un tema habitual en la societat clàssica de Grècia; fou abordat en els diàlegs platònics Symposium i Phaedrus. Xenofont aborda l'homoerotisme de Plató en forma de burlesque a partir d'una crítica enginyosa, com a part dels diàlegs socràtics del Symposium. Aristòfanes inclou breus referències sobre l'homoerotisme i el transvestisme en la seua obra; i Plutarc inclou breus referències a l'homoerotisme en Erothikos.
En el període clàssic de l'Imperi romà, Suetoni, en la seua narració biogràfica dels dotze primers cèsars romans (De vita Caesarum) els fa participar en activitats homosexuals. La literatura eròtica a Grècia i Roma s'aprecia principalment en els escrits d'Estrató de Sardes, Safo de Lesbos, Automedon, Filòdem de Gàdara, Marcus Argentarius, Petroni, Gai Valeri Catul, Properci, Tibul, Ovidi, Marc Valeri Marcial, Dècim Juny Juvenal i Priapeus. Petroni inclou un escenari homoeròtic en el Satiricó; Safo de Lesbos es caracteritza per una lírica enfocada a l'homoerotisme femení i dona nom a l'amor "lèsbic"; altres autors com Ovidi presentaven breus referències a l'homoerotisme mitològic de Grècia en obres com Metamorfosis.
En el període medieval se suprimeix l'homoerotisme en l'art a causa de la criminalització política de l'homosexualitat i les seues expressions com la sodomia. L'efebofília i la pederàstia en expressió d'amor cap a joves són recurrents en la cultura musulmana posterior a la caiguda de l'Imperi romà, plasmades en obres literàries com El collaret de la coloma (s. XI) d'Ibn Hazm i El prat de les gaseles (segle xiv) de Muhammad al-Nawaji bin Hasan bin Ali bin Othman. Es troben notables relats homoeròtics en les obres d'Abu Nuwas com La delícia dels cors. La literatura sobre la filosofia LGBT a l'Índia apareix entre els s. XVI i XIV com un temptativa filosòfica i política que explicava la naturalesa de l'homosexualitat, la bisexualitat i el transgènere, en el codi legal Smriti-ratnavali i la crítica Yaia-mangala. Al Japó apareixen novel·les antigues com Genji Monogatari (源氏物語) i Kojiki (古事記), que contenen breus referències sobre l'homoerotisme i el transgènere.
En segles posteriors apareixen novel·les d'enfocament eròtic durant els s. XVII i XVIII. Al XVIII apareix la literatura altament eròtica o literatura pornogràfica amb obres que incloïen l'homoerotisme com Sodom, or the Quintessence of Debauchery (1684) de John Wilmot, Fanny Hill (1748) de John Cleland i Els 120 dies de Sodoma (1785) del Marquès de Sade. La compilació de poemes eròtics Les Chansons de Bilitis (1894) de Pierre Louÿs és molt representativa de l'art homoeròtic contemporani: són poemes que copien l'estil líric de Safo de Lesbos, antiga icona de l'homoerotisme clàssic. Al s. XIX van circular diverses obres homoeròtiques del període victorià, amb predomini de la publicació controlada i clandestina de material eròtic. Algunes obres homoeròtiques del XIX inclouen: Lesbia Brandon (1859-1868) d'Algernon Charles Swinburne, The Sins of the Cities of the Plain (1881) i Teleny, or The Reverse of the Medal (1893).
En el modernisme anglosaxó apareixen diversos autors que retrataren la realitat de la sexualitat homosexual en literatura de divulgació massiva. Algunes obres inclouen: Claudine à l'école (1900), de Colette; Gestern und Heute, de Christa Winsloe, i The Well of Loneliness (1928), de Radclyffe Hall. Dues autores de poesia modernista homoeròtica lesbiana van ser Katherine Bradley i Virginia Woolf.
Al segle xx s'estableix una nova moral que anihilava la moral victoriana, la qual cosa permeté la divulgació massiva de literatura eròtica. A la fi del XIX apareix un format popular de publicació conegut com a dime novels que incloïa històries sobre homes hipermasculins que se situaven en un context relacionat amb el Wild West. Aquest format evolucionà en la literatura pulp enfocada a la ficció d'explotació: històries lascives de gust popular que incloïen sexe explícit i violència. El Spicy & Saucy fou una temàtica recurrent del pulp que presentava un escenari sexual de sexe explícit, violació i BDSM.

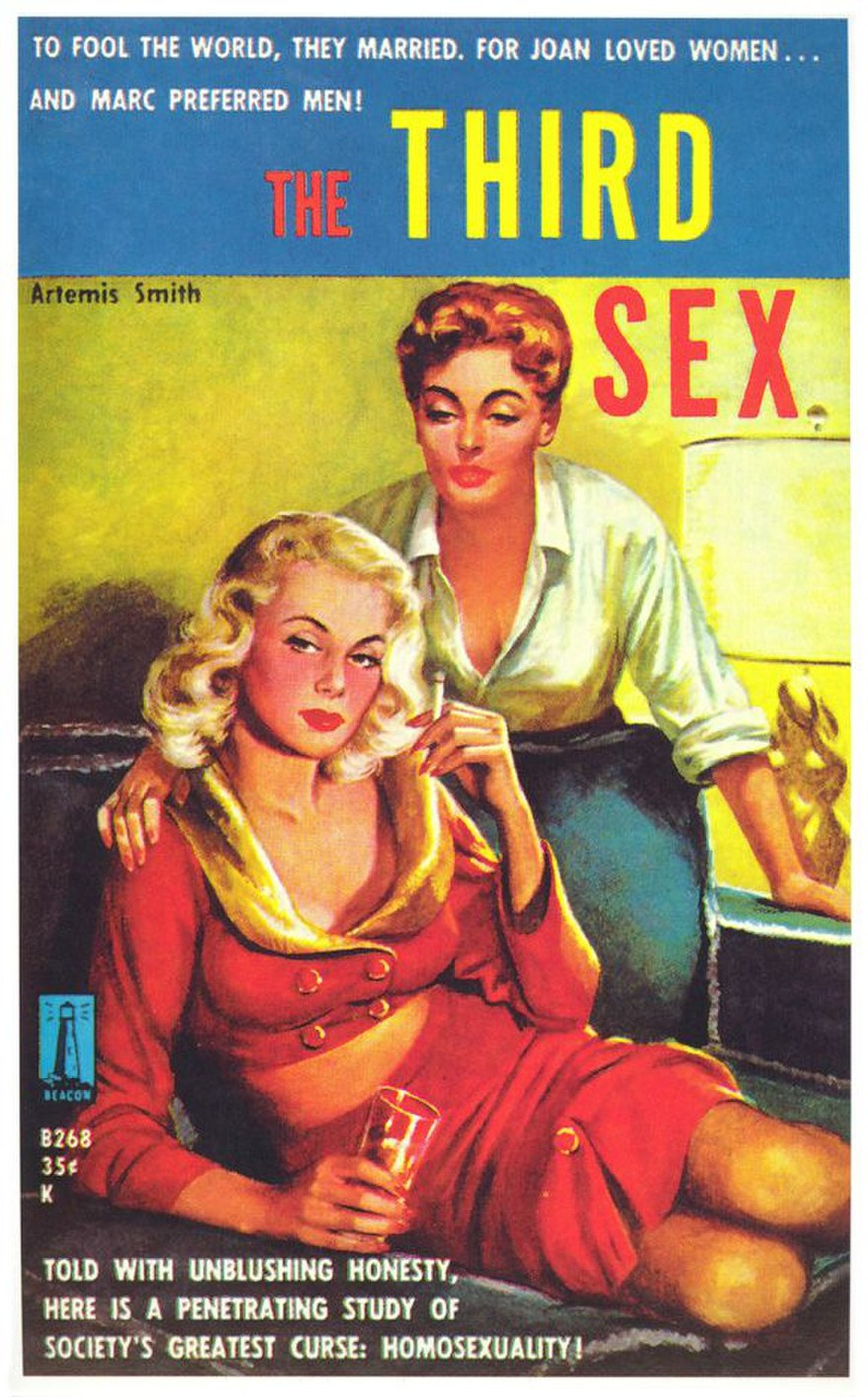
Portada de The Third Sex [El tercer sexe] (1959), d'Artemis Smith, pseudònim d'Annselm Morpurgo

El pulp eròtic d'enfocament enterament homosexual sorgeix en els últims anys de la dècada dels 40, i aconsegueix gran popularitat en la segona meitat dels anys 1950 fins al final de la literatura pulp de la dècada dels 70. En la literatura pulp gai eren freqüents les presentacions de personatges masculins guaixats en situacions altament sexuals, incloent un argument romàntic sobre un amor bloquejat per la societat heteronormativa. L'art que presentava la literatura pulp gai incloïa homes seminus corpulents en les portades, dissenyats a partir de l'art hipermasculinista (estètica artística que proveïa les figures masculines de biotips mesomorfs i d'hipergonadisme). Alguns escriptors de pulp reconeguts foren Victor J. Banis, Chris Davidson i Carl Corley. La literatura pulp lèsbica és un dels enfocaments binaris de la literatura pulp homosexual que tingué gran popularitat entre els anys 1950 i els 1960, caracteritzada per la freqüent insinuació eròtica dels personatges femenins homosexuals que eren introduïts en la història. Igual que la literatura pulp gai, sovint es relacionava amb altres gèneres del pulp, però solia tenir un caràcter romàntic o sexual definit per l'heteronormativitat, l'amor impossible, etc. El pulp lèsbic va crear un estil en el feminisme lèsbic: oferí als consumidor(e)s la possibilitat d'adquirir material eròtic dins la societat heteronormativa anterior als Avalots de Stonewall. La literatura pulp lèsbica solia presentar personatges femenins butch amb atributs comuns com la bellesa i la rudesa dins d'escenaris altament sexuals. Algunes escriptores de pulp lèsbic foren: Marijane Meaker, Marion Zimmer Bradley i Ann Bannon.
L'era daurada del superheroi en el còmic permeté la introducció de personatges hipermasculins que suggerien l'existència d'un desig homoeròtic: el cas més reconegut en foren les teories que deien que Batman i Robin vivien en una constant fantasia homosexual. Aquestes teories van dur la censura del còmic de fantasia i propiciaren el sorgiment de còmics que retrataven persones en situacions reals com els còmics de l'editorial Archie Comics. El caràcter eròtic del còmic es troba totalment adornat de l'art que acompanya la història escrita, sovint d'art pin-up, com en Sheena, Queen of the Jungle (1937) i Barbarella (1962) de Jean-Claude Forest. La publicació dels primers còmics gai, la feu Tom of Finland a Dinamarca el 1967, l'estil del qual es caracteritzà per la hipermasculinitat corporal. Bill Ward també realitzava dibuixos explícits d'homes amb característiques sexuals exagerades en diferents contexts eròtics. Al voltant dels anys 1970, apareixen subgèneres de manga enfocats a la representació eròtica de relacions entre persones del mateix sexe, denominats yaoi, per a l'homoerotisme masculí, i yuri, per al femení.
La literatura gai moderna es troba representada per notables novel·les com: Sally Bowles (1937) de Christopher Isherwood, Querelle de Brest (1946) de Jean Genet, Forbidden Colors (禁色, Kinjiki) (1951) de Yukio Mishima, Giovanni's Room (1956) de James Baldwin, A Boy's Own Story (1982) d'Edmund White, The Lost Language of Cranes (1986) de David Leavitt, i autors com Manuel Mújica Laínez, Boris Izaguirre, Cristina Peri Rossi, Manuel Puig, José Donoso i Susana Guzner.

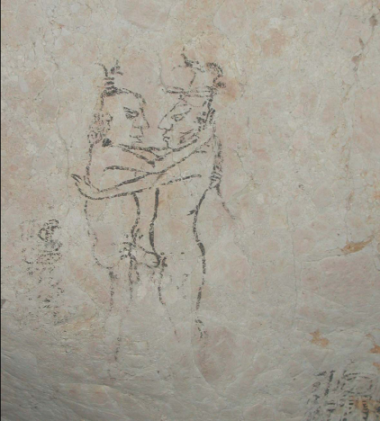
Pintura homoeròtica de la cultura maia, a Naj Tunich

L'homoerotisme en la pintura de l'art prehistòric naix com una expressió representativa de l'homosexualitat recurrent en una població, per registrar el comportament homosexual que s'hi apreciava. Hi ha diversos jaciments arqueològics que inclouen gravats i pintures descriptives (pintura rupestre, petròglifs i pintura ceràmica) que reflecteixen el coneixement de les societats sobre el comportament homosexual, encara que aquest tipus de pintura està subjecta a diverses interpretacions i es desconeix si el seu significat real es relaciona amb l'homosexualitat.
L'homoerotisme, en la història de l'art, comença a prendre rellevància en l'apreciació moderna de l'art del període clàssic. Aquest tipus d'expressions es troba principalment en la pintura sobre art ceràmic i els frescs sobre les parets de diversos centres socials. Als banys suburbans de Pompeia hi ha una sèrie de 16 imatges eròtiques que contenen escenes referents al sexe heterosexual, el sexe masculí-masculí, el sexe femení-femení i diverses formes de sexe grupal. La pintura homoeròtica sobre ceràmica pertany a la cultura grega i engloba imatges eròtiques d'homes que tenen relacions sexuals amb altres homes en forma de sexe anal, i a vegades com a sexe grupal. El nu en l'art clàssic es deu a la prevalença de la filosofia antropocentrista que entenia l'excel·lència natural i la bellesa com a atributs del cos humà. El nu era habitual en les representacions artístiques, considerat com un tipus d'excel·lència sobre la feminitat i la masculinitat.
Dins de l'art romà l'homoerotisme es plasmava en l'art ceràmic i els frescs, com ara uns petits detalls d'homes practicant sexe anal en La tomba dels Toros de Tarquínia. L'art ceràmic homoeròtic també era freqüent, apreciat sobretot com l'expressió de la sexualitat masculina. Aquestes pintures en ceràmica corresponen a la tècnica particular etrusca que data del segle iv aC.
A l'Europa medieval l'art eròtic fou completament suprimit a causa de la constant intervenció repressora de l'Església. L'art homoeròtic no va existir com a tal, encara que prevalgué un sentit antropocèntric en el Renaixement que va permetre una homoerotització subtil de la pintura i l'escultura, reprenent els valors del nu grec i romà. Aquest nou sentit estètic d'art homosexual es veu àmpliament représ per artistes com Leonardo da Vinci i Miquel Àngel Buonarroti. Al s. XVI sorgeix un nou sentit estètic en la representació de dones nues convivint en un mateix escenari, la qual cosa sovint resultava homoeròtica, apreciada en les obres de François Clouet: Portrait présumé de Gabrielle d'Estrées et de sa soeur la duchesse de Villars (1594), una de les obres homoeròtiques renaixentistes més significatives atribuïda a Clouet. L'efebofília homosexual masculina a la Pèrsia medieval, a més de la literatura, també fou àmpliament apreciada en pintura i en els gravats de l'època, en què es veuen escenes de coqueteig, sexe oral i anal entre un adult i un adolescent masculí. El shunga popular de caràcter homoeròtic mostrava parelles del mateix sexe sostenint relacions sexuals: normalment implicaven sexe efebofílic masculí-masculí amb bishōnen o identitats transgènere, i el sexe femení-femení amb el suport de diversos implements o joguets sexuals.

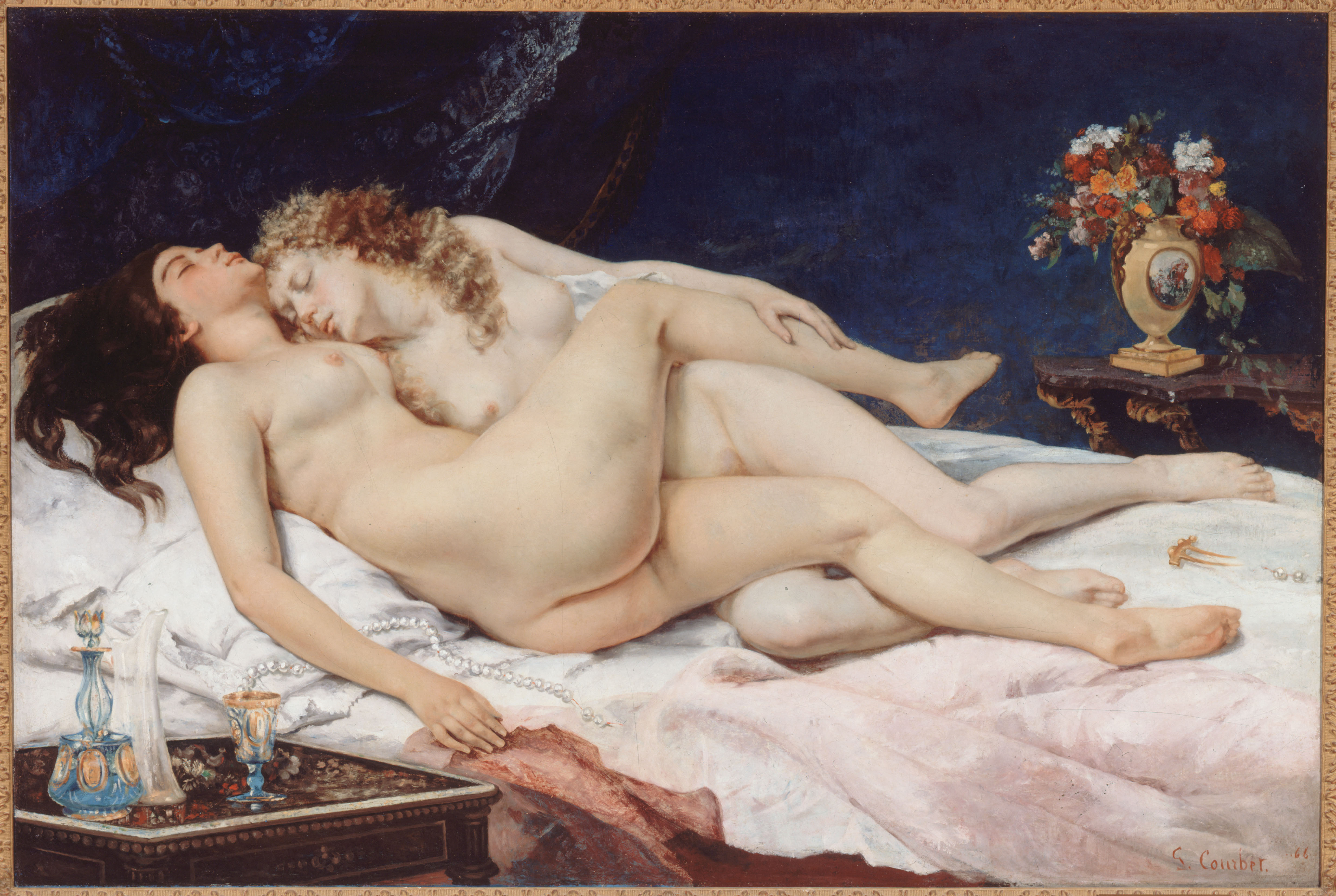
"Les dorments", de Gustave Courbet (1866)

El subtil erotisme del rococó al s. XVIII és àmpliament reconegut en les obres de François Boucher, com Jupiter et Calisto (1744) i Pa i Siringa (1759). En el romanticisme ressorgeix l'homoerotisme de caràcter èpic que reprenia les escenes familiars o filials referents a la mitologia grega. Alguns dels artistes dedicats al rescat d'aquestes escenes foren Frederic Leighton, Jean Broc, Antoine-Felix Boisselier, Gustave Courbet, Luis Ricardo Falero, William-Adolphe Bouguereau i Maximilian Pirner.
En el modernisme i l'avantguardisme, l'homoerotisme femení-femení i masculí-masculí és molt més habitual que en corrents artístics anteriors, per diversos aspectes morals relacionats amb la revolució sexual. Els primers moviments homòfils permeteren la difusió de l'art creat per persones LGBT com a part de la naixent identitat de la comunitat LGBT. Alguns artistes moderns dedicats a l'homoerotisme femení són: Gerda Wegener, Henri de Toulouse-Lautrec, Frida Kahlo, Gustav Klimt i Egon Schiele. Pel que fa a l'homoerotisme masculí trobem artistes com: Thomas Eakins, Eugène Jansson, Charles Demuth, John Singer Sargent, Henry Scott Tuke, Magnus Enckell o Hernan Bas.

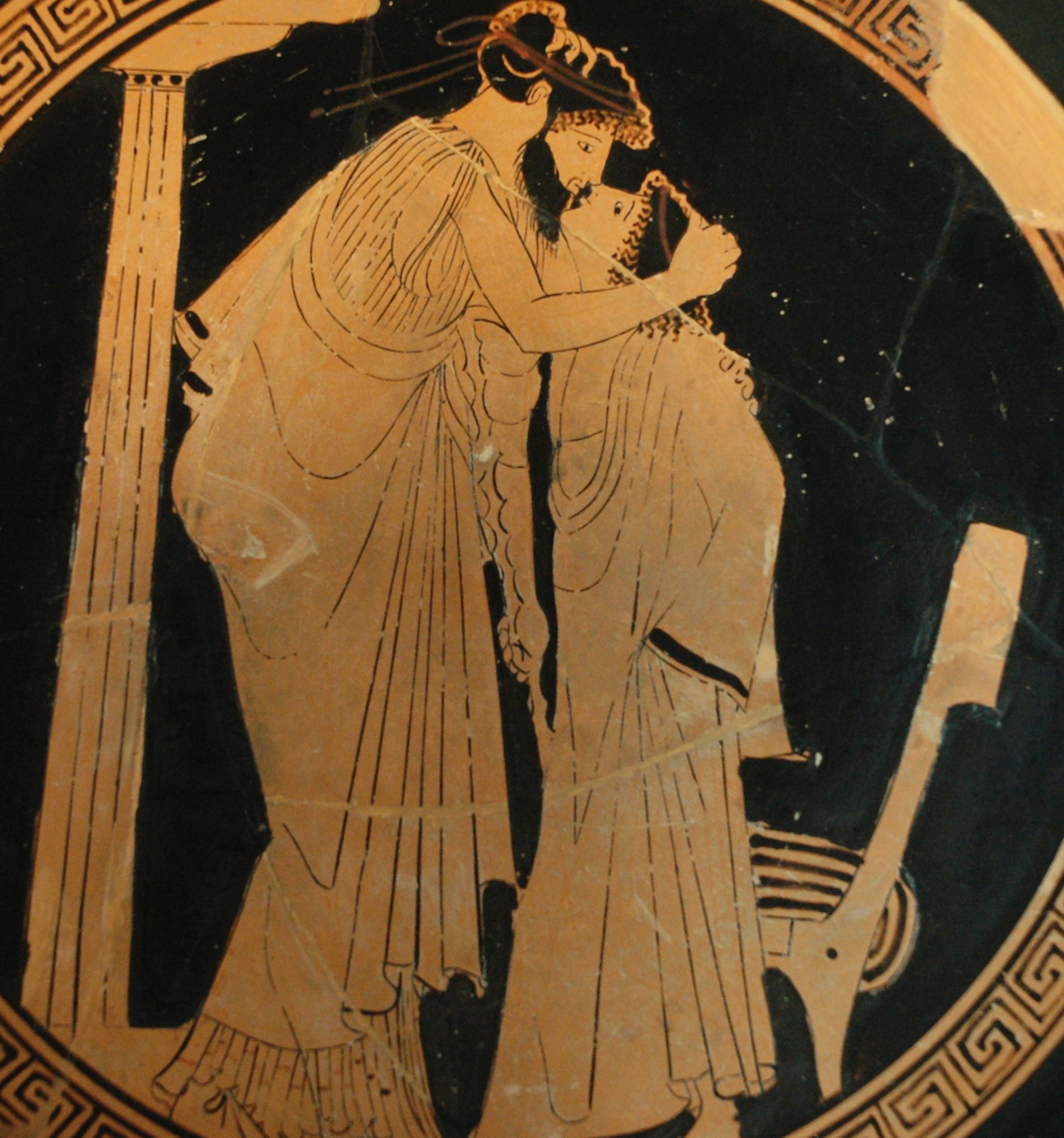
Petó entre Erastés i Eròmen (s. V ae)
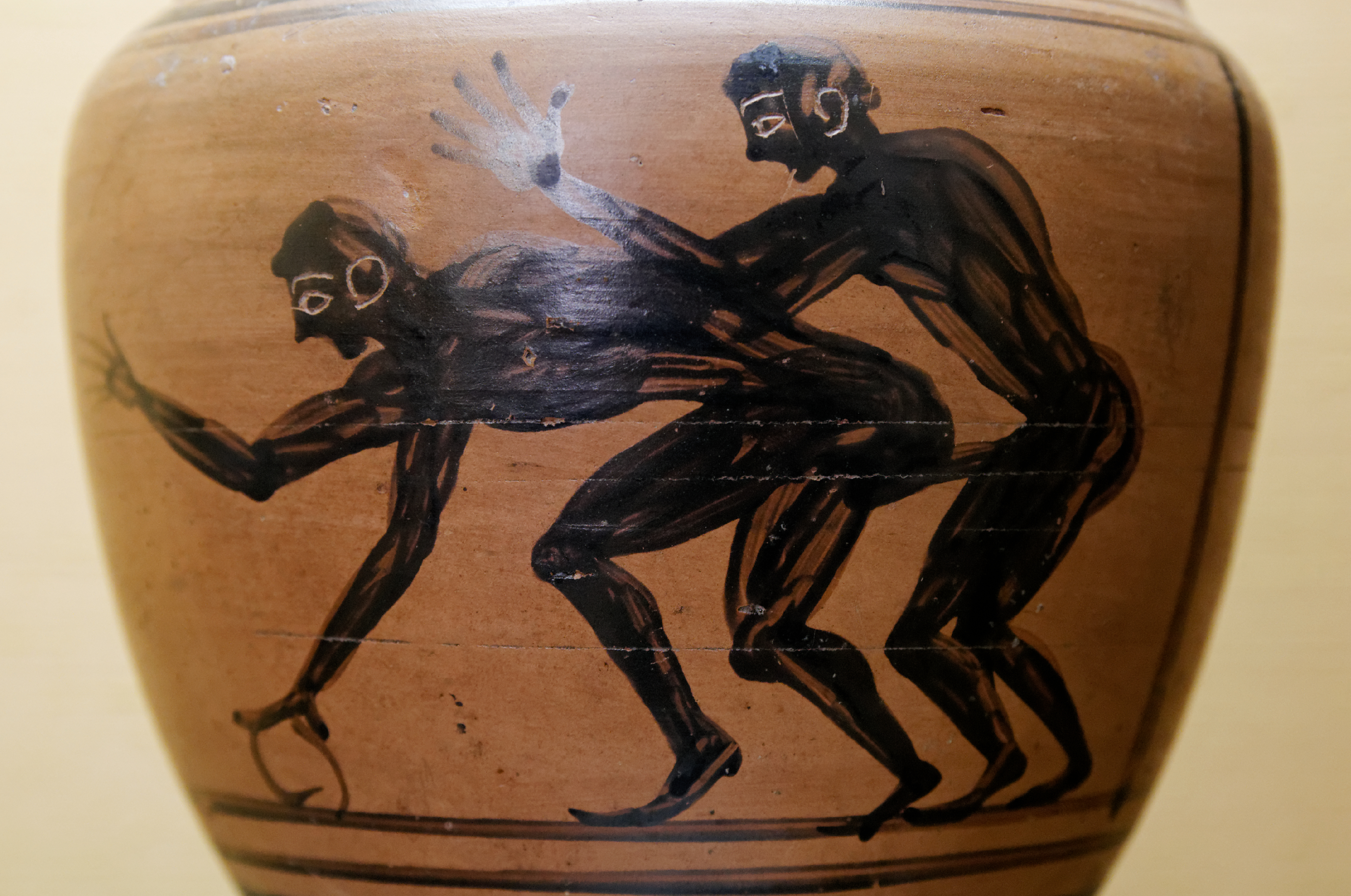
Detall d'una ceràmica etrusca (segle iv aC)
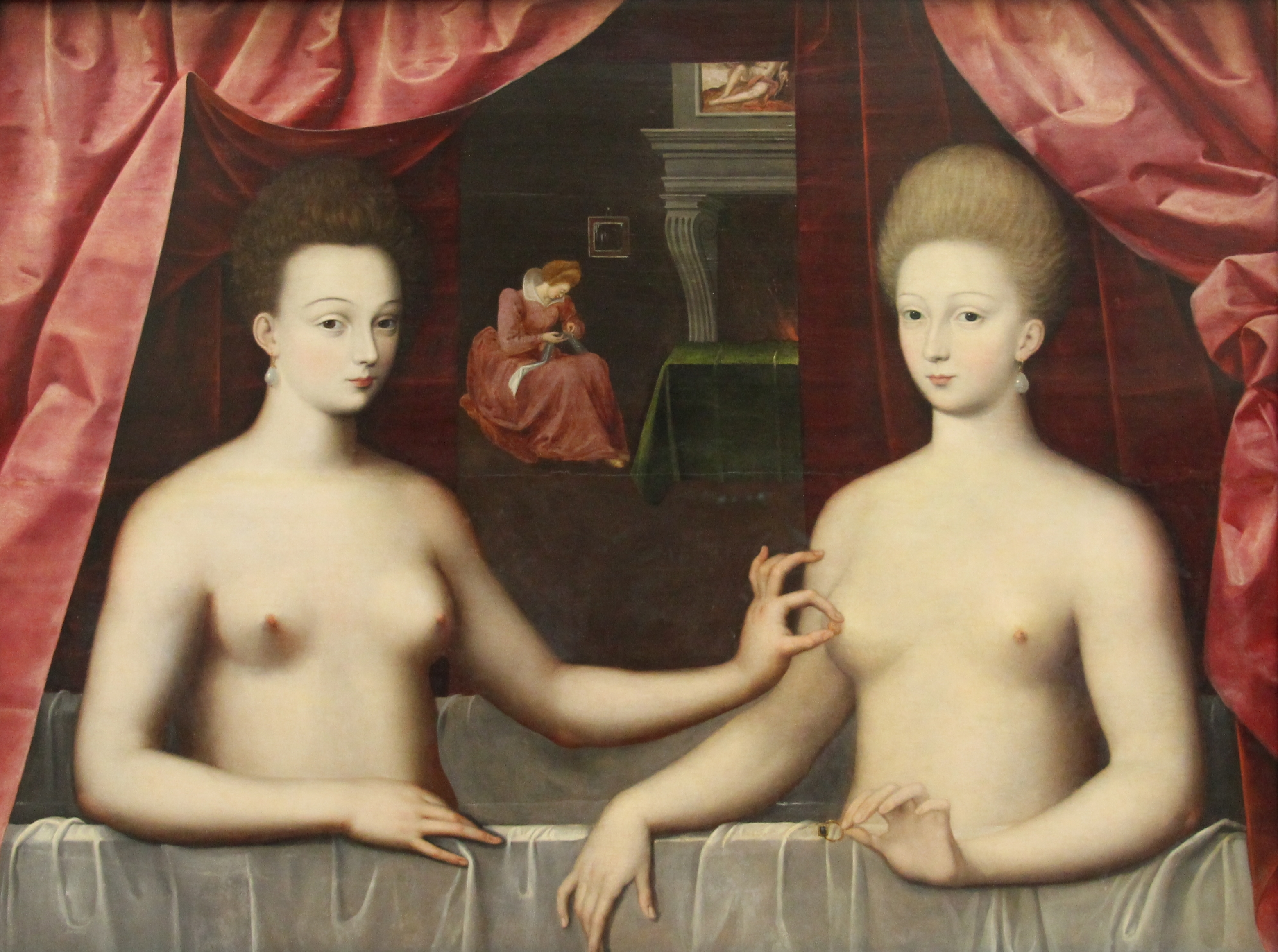
Retrat atribuït a Gabrielle d'Estrées i sa germana, duquessa de Villars (1594)
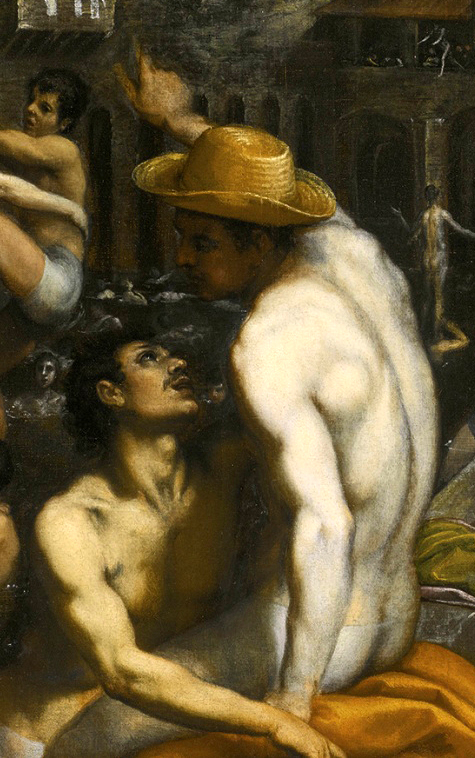
Dos homes al Sant Nicolò de Domenico Cresti (s. XVII)
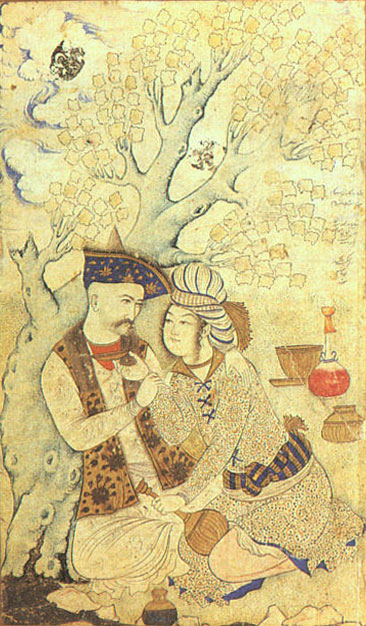
Shah Abbas ancià i patge de Muhammad Qasim (1627)
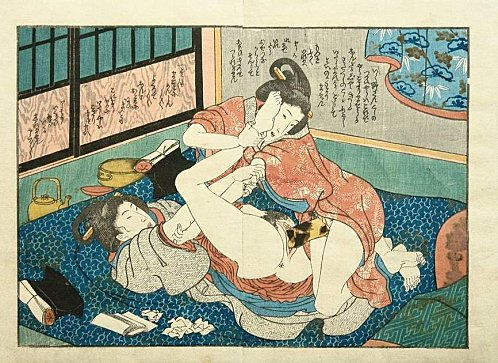
Detall un shunga homoeròtic (c. 1840)
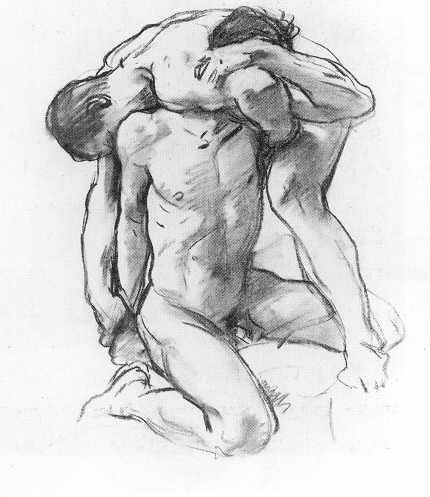
Homes nus lluitant de John Singer Sargent (c. 1880)
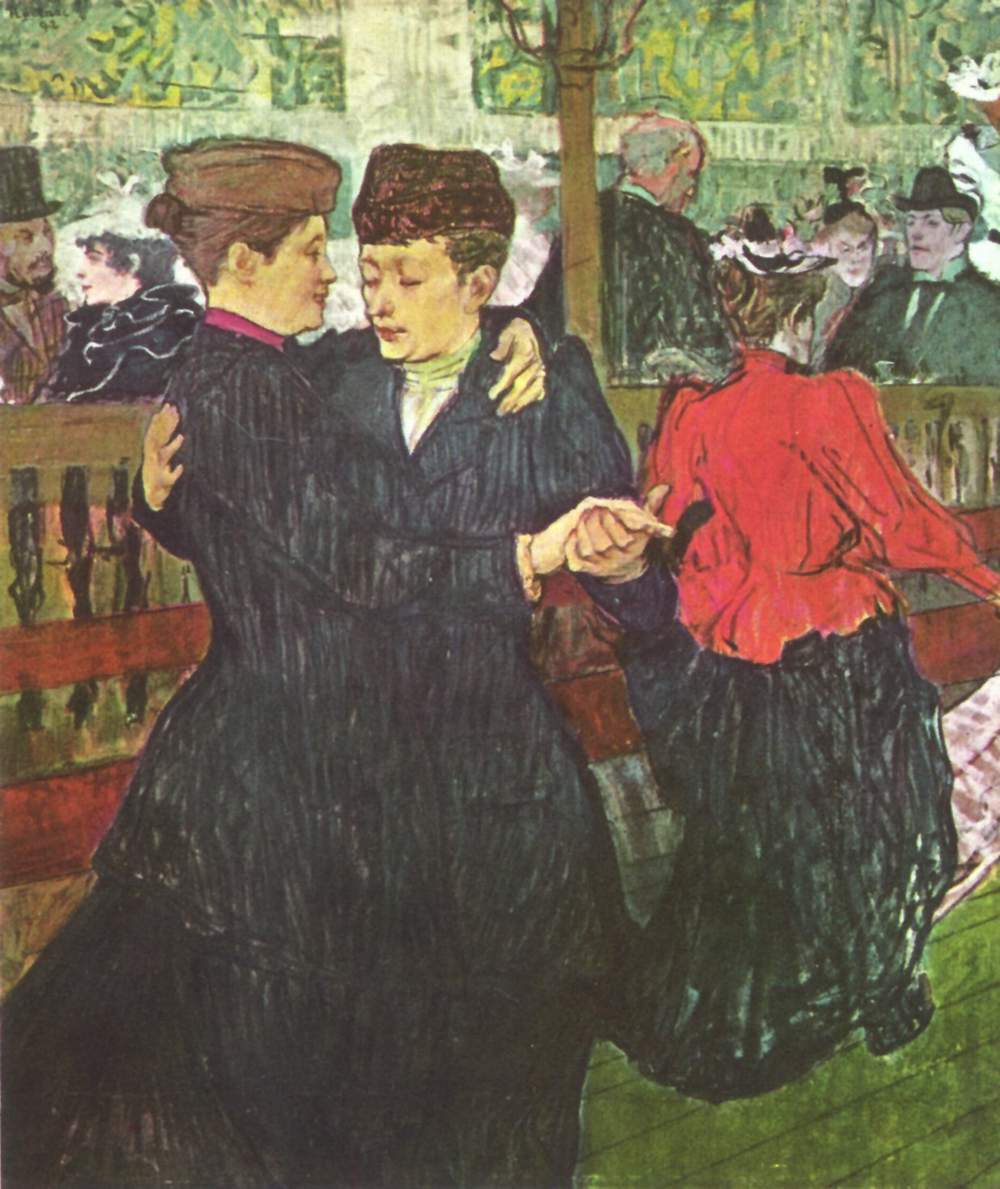
Dues dones ballant al Moulin Rouge de Henri de Toulouse-Lautrec (1892)
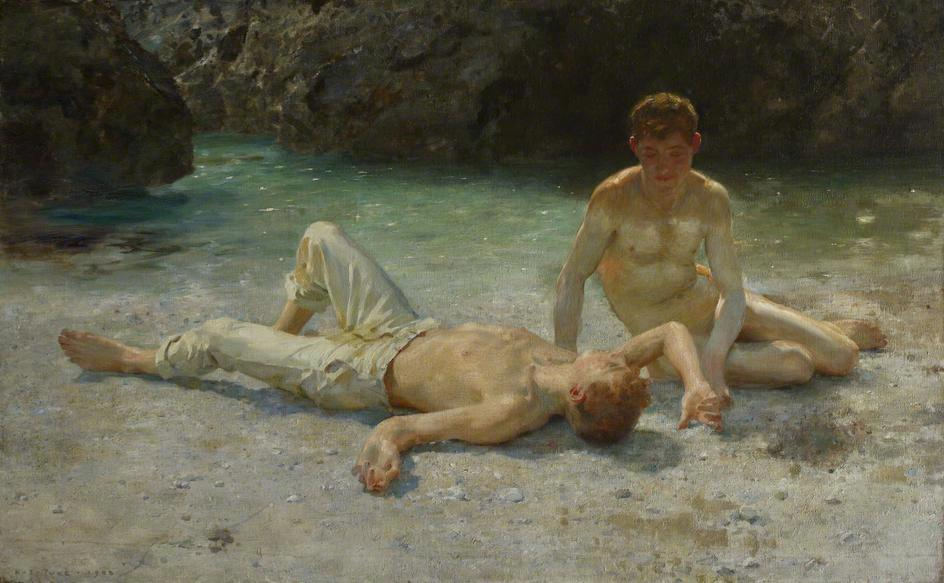
La calor de migdia, d'Henry Scott Tuke (1902)
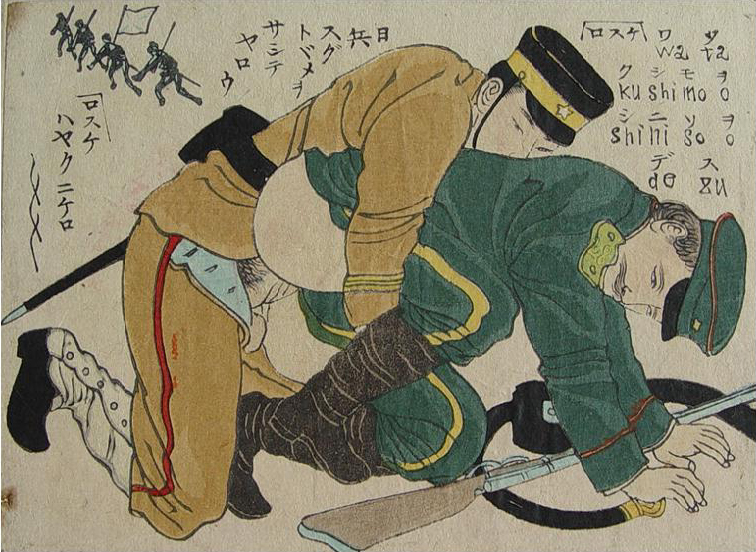
Shunga de la Guerra russojaponesa

### Fotografia

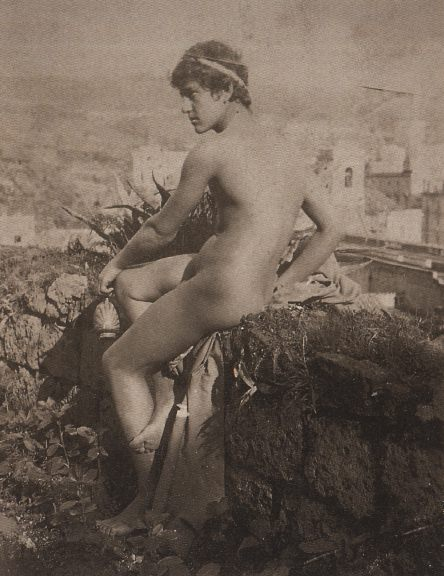
Fotografia de Wilhelm von Plüschow (c. 1895)

La fotografia homoeròtica no té una intenció pornogràfica; encara que pot recórrer a tècniques com el nu, s'enfoca únicament a retratar una, o més, figures femenines o masculines en un escenari estètic. Aquest escenari es caracteritza per un ambient de glamur que pretén mostrar la figura d'una manera al·lusiva o romàntica, i no com sexualment estimulant. La fotografia homoeròtica no té la intenció primordial de generar excitació en l'observador de l'obra. La majoria d'obres fotogràfiques homoeròtiques pretenen retratar la bellesa i l'admiració cap al cos humà, per la qual cosa inclouen posicions sexualment suggeridores que emfasitzen l'erotisme.
En les darreres dècades del XIX, la fotografia homoeròtica (sobretot masculina) es veu representada per artistes com: Félix-Jacques Antoine Moulin, Gaudenzio Marconi, Napoleon Sarony, Jean Louis Marie Eugène Durieu, Ludwig_Pietsch, Wilhelm von Gloeden, Thomas Eakins i Wilhelm von Plüschow. Posteriorment, James Bidgood i Arthur Tress, en la dècada del 1960, van allunyar la fotografia del documental per acostar-la al surrealisme. Alvin Baltrop, David Hockney, Will McBride, Robert Mapplethorpe, Pierre et Gilles, Bernard Faucon, Anthony Goicolea, Jack Pierson o Anthony Gayton, des de molt diferents pressupostos estètics, també han conreat el gènere. Mapplethorpe i McBride foren els artistes que trencaren les barreres de la censura en les grans galeries d'art i divulgaren el seu art de manera normalitzada. Slava Mogutin s'ha especialitzat en imatges impulsivament eròtiques de joves. Va ser famós el model Vicenzo Galdi.

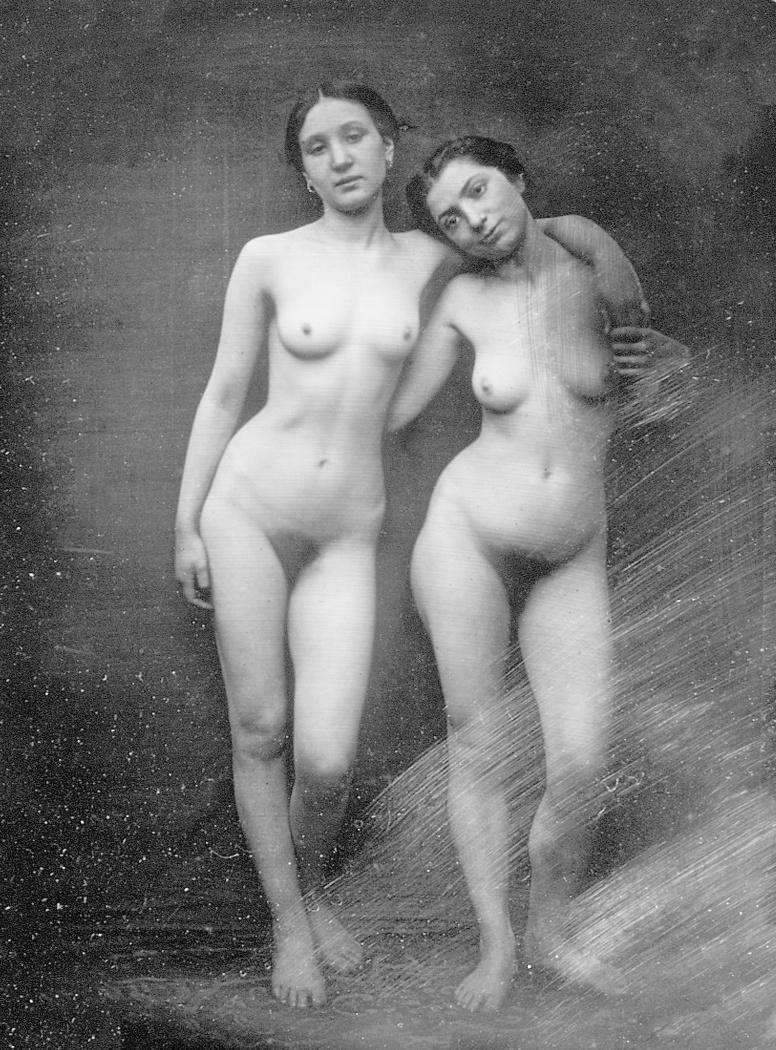
Fotografia de Félix-Jacques Antoine Moulin (c. 1850)
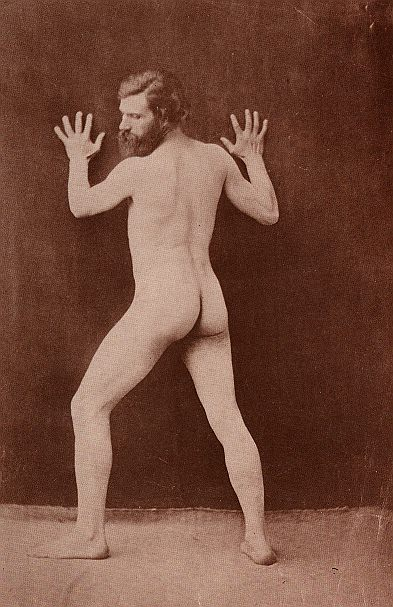
Nus Maschille de Gaudenzio Marconi (c. 1865)
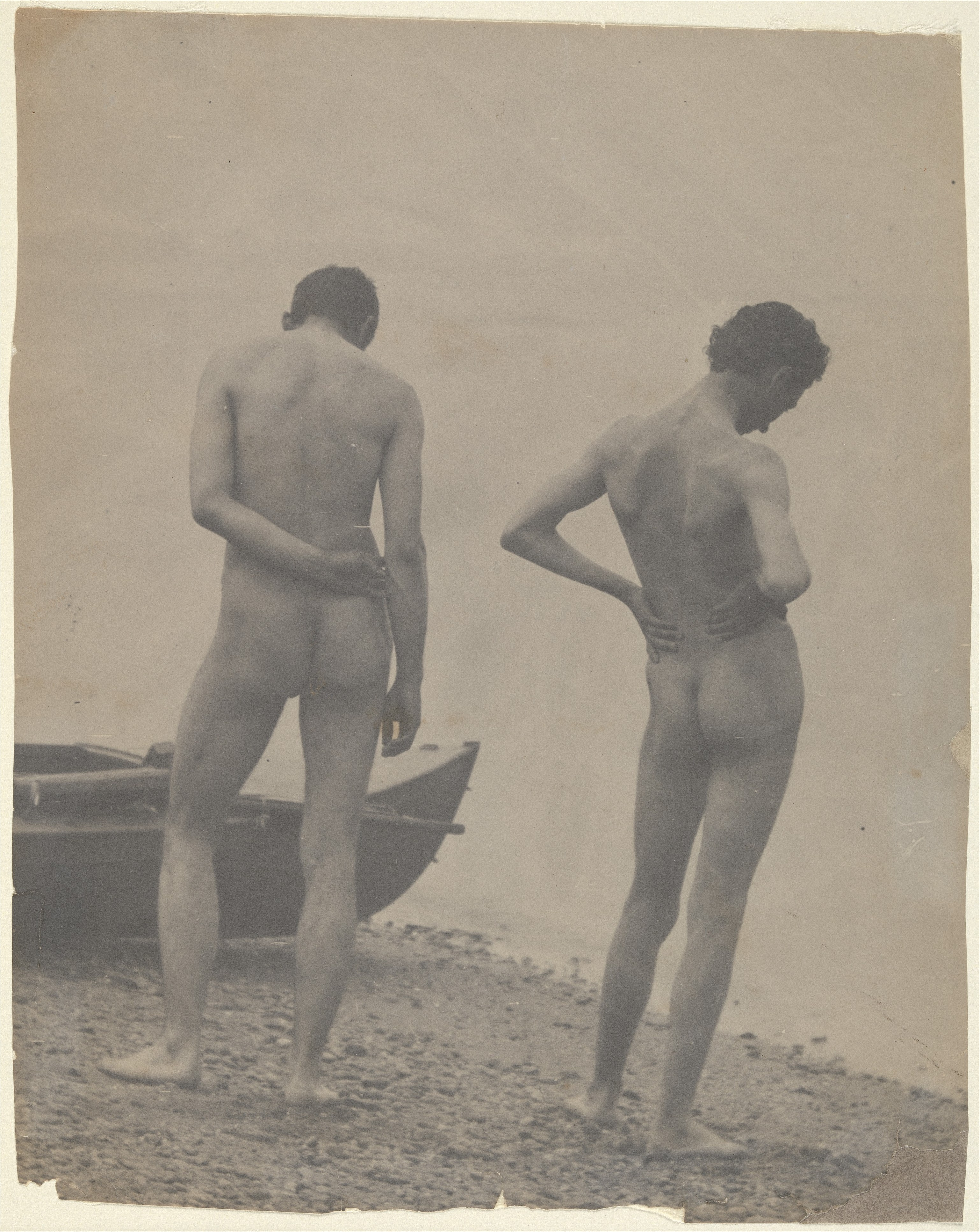
Thomas Eakins and John Laurie Wallace on a Beach de Thomas Eakins (c. 1883)
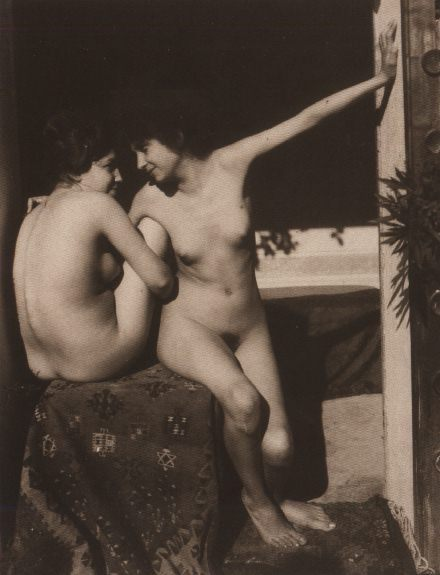
Due dones de Wilhelm von Plüschow (c. 1900)
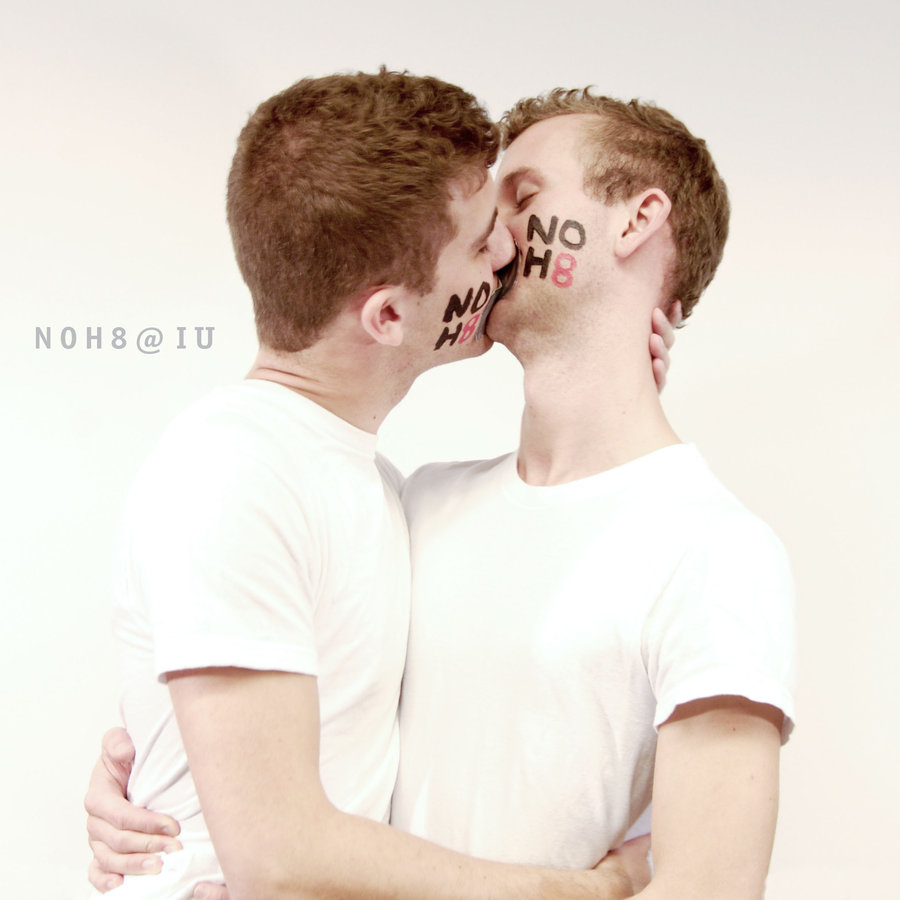
Fotografia protesta de la campanya NOH8, presa per James Cummings (2009)

### Escultura

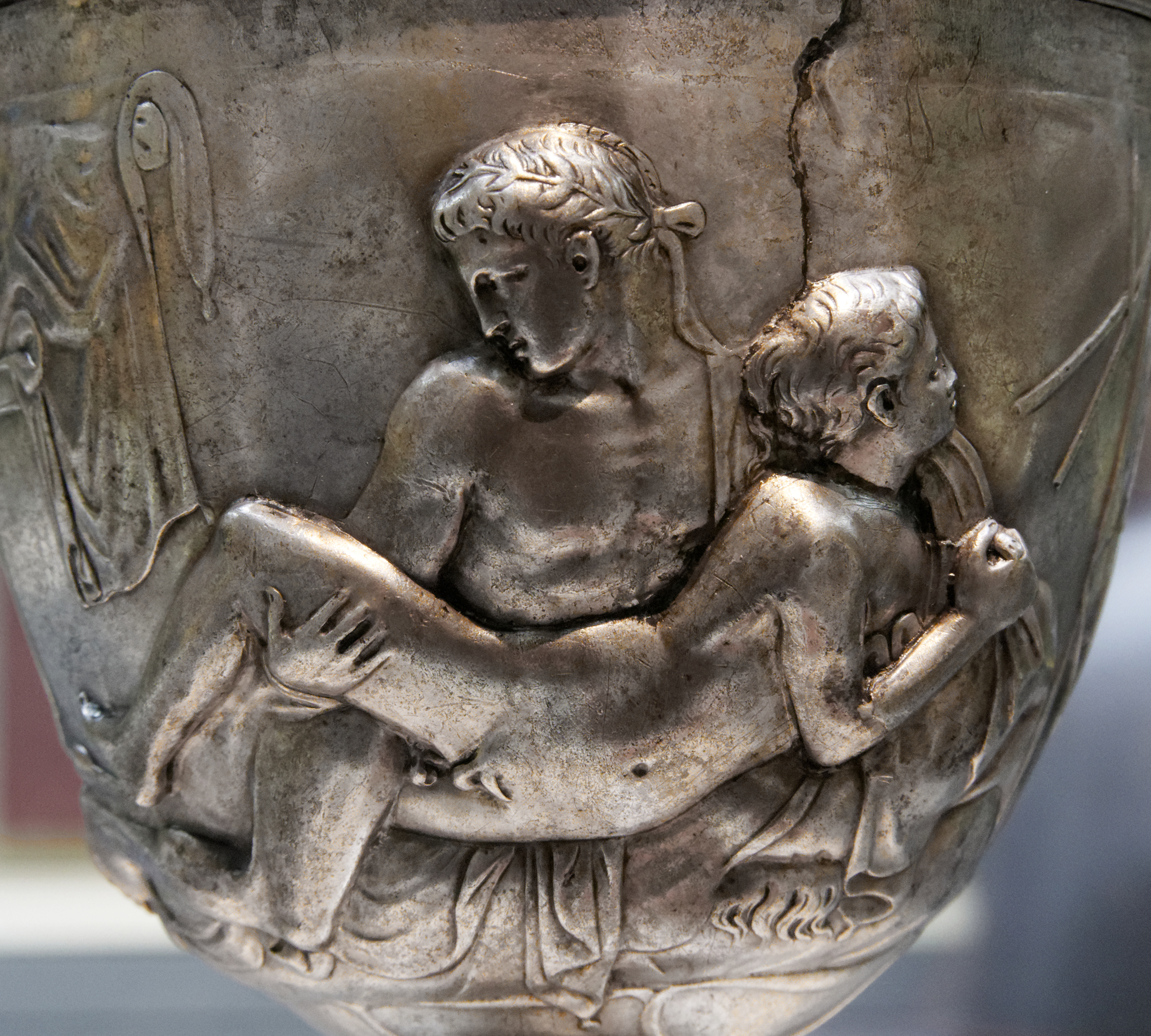
Detall de la copa Warren (s. I de)

La cultura grega sobreentenia la naturalitat de la sexualitat humana i les seues diverses expressions, per la qual cosa era habitual la representació d'aquests actes en objectes d'ús merament quotidià com copes, gots, pitxers, urnes i altres objectes. A voltes, la sexualitat representava la divinitat o la supernaturalitat: n'és el cas dels fascinus (figures fàl·liques exagerades), que s'usaven com a amulets per invocar la protecció divina. Ara es consideren homoeròtiques algunes escultures del període clàssic que emfasitzen l'adoració del cos humà, com les d'Afrodita i Hèrcules. En la representació plàstica d'escenes homoeròtiques de la mitologia clàssica es troben escenes com: l'escena en què Pan ensenya la seua flauta a Dafnis, l'escena en què Aquil·les embena a Pàtrocle i l'escena en què Zeus festeja a Ganimedes. El nu en la cultura grega del període hel·lènic va ser fonamental en el desenvolupament del concepte de bellesa que tenia com a paràmetres la musculatura masculina i la lleugera adipositat femenina, on el nu era una forma de representar l'excel·lència divina de la masculinitat o la feminitat. Com una icona representativa de l'hel·lenització de l'art, sorgeixen nous paràmetres de bellesa, tal com en les representacions d'Àrtemis i Adonis.
En l'art romà, la perspectiva del nu era completament diferent a la noció del nu grec, perquè la importància de la roba era determinant de l'estrat socioeconòmic. Aquesta perspectiva, però, es veu influenciada més tard per l'art hel·lènic de Grècia, i introduí la noció de l'excel·lència del nu. En l'art romà es poden apreciar peces amb detalls homoeròtics com la copa Warren (s. I de) i la Cista Ficoroni (c. 350 ae). En les civilitzacions ameríndies s'elaboraren peces de terrisseria huaco que sovint representaven escenes eròtiques de sexe anal entre hòmens i cunnilingus entre dones.
En l'art renaixentista es reprén el nu com una tècnica per a representar la divinitat humana de l'antropocentrisme, la qual cosa implica la producció d'escultures que hui són considerades com homoeròtiques o homosexuals. Michelangelo Buonarroti plasmà característiques de l'homoerotisme en escultures com Bacchus (1497), el Crucifix del Santo Spirito (c. 1492), David (1504) i l'Esclau moribund (1513).

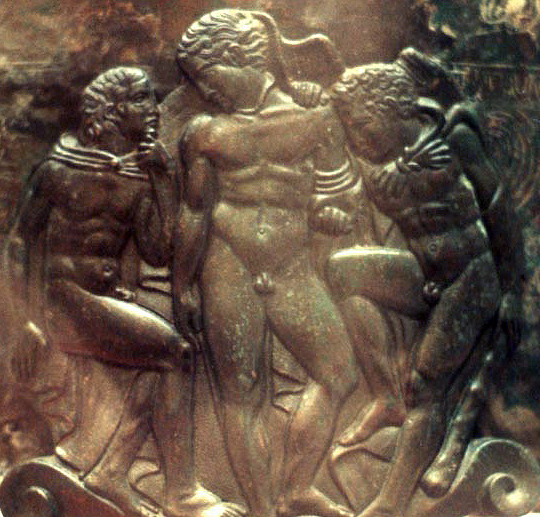
Detall de la Cista Ficoroni (c. 350 ae)
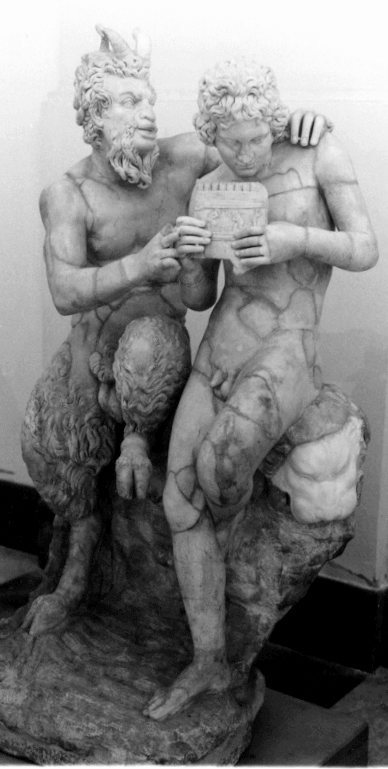
Pan i Dafnis d'Heliodorus (c. 100 ae)
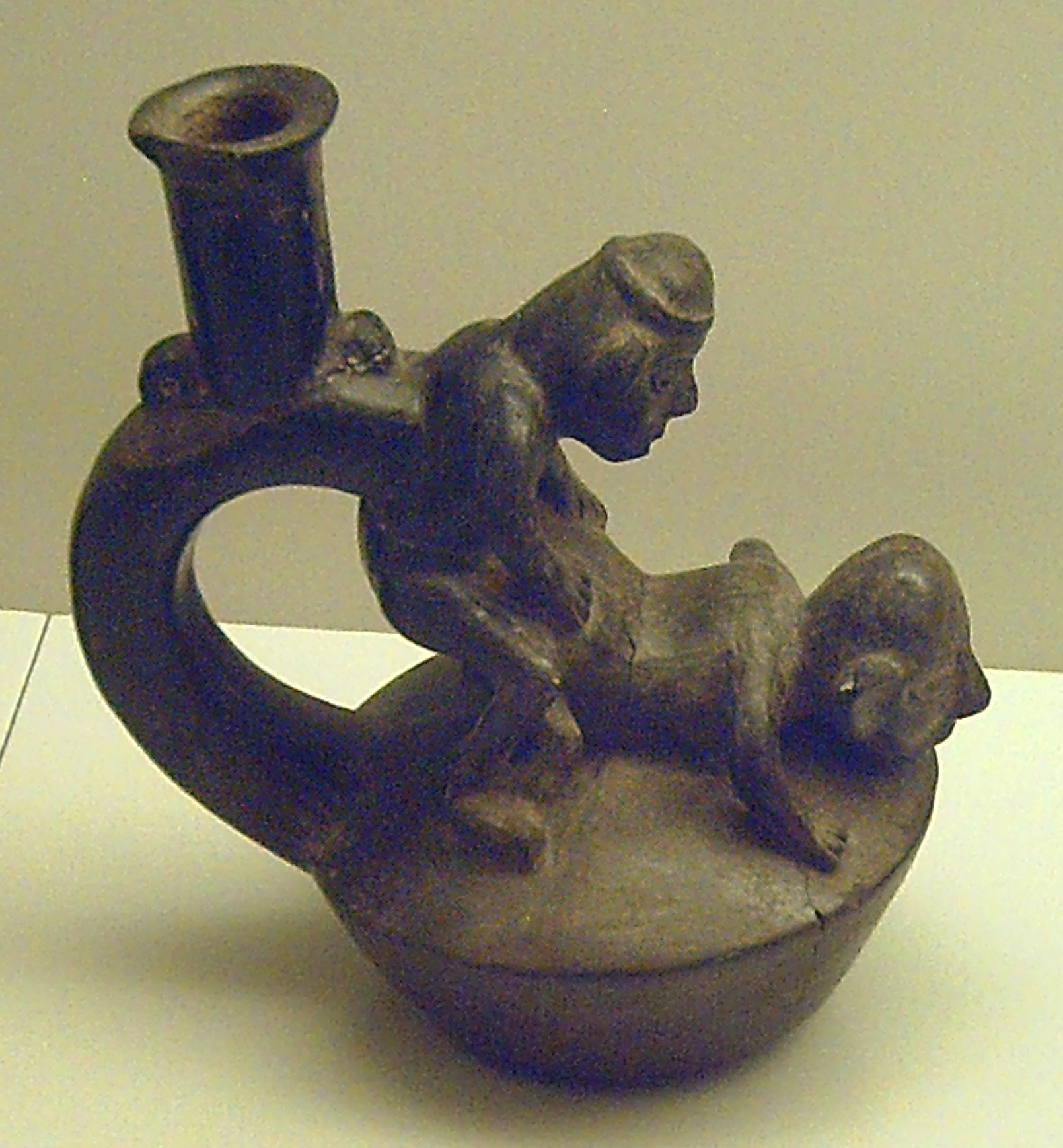
Huaco escultòric chimú (c. 1100)
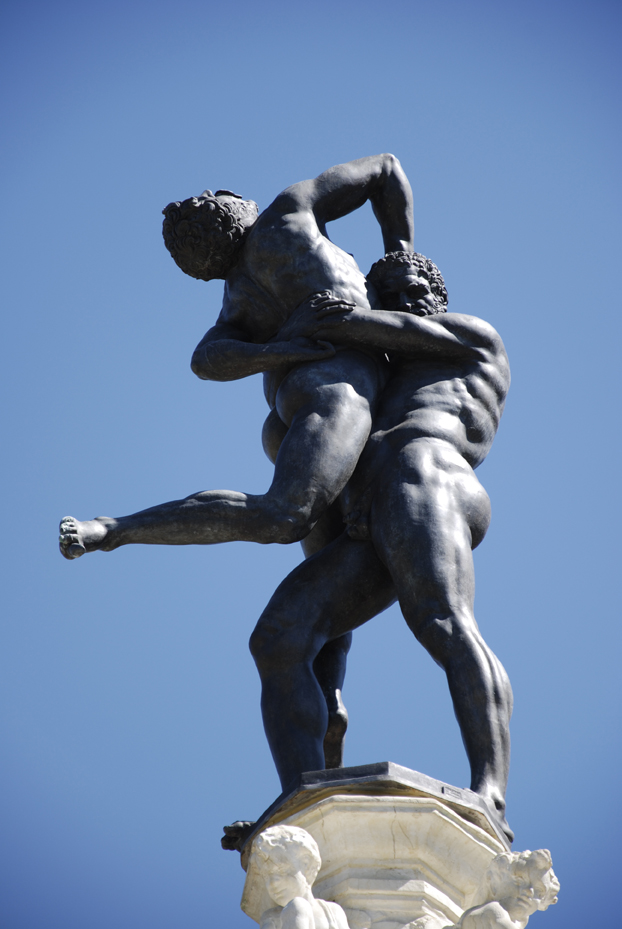
Hèrcules i Anateu en la Villa di Castello
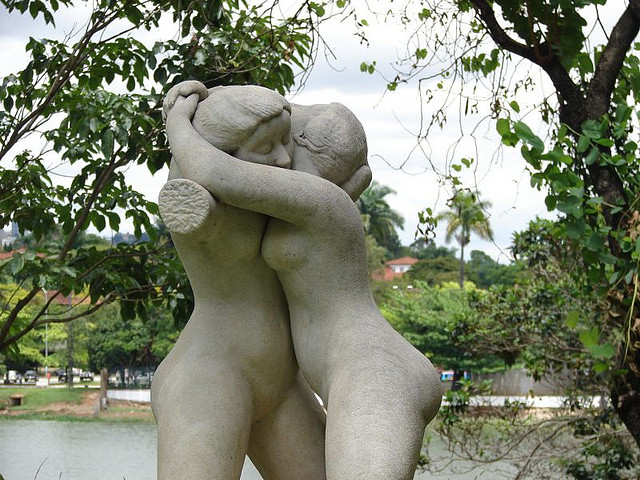
L'abraçada d'Alfredo Ceschiatti

### Cinema
A partir dels anys 1910 sorgeix una estranya manera de propaganda social en el cinema denominada cautionary (pel·lícula d'explotació) que retratava diversos temes socials no acceptats en l'època com el mestissatge, la fornicació, l'homosexualitat, el crim, la promiscuïtat, l'avortament i el consum de drogues, per prevenir l'audiència d'aquestes situacions. Les pel·lícules gaudiren de molta popularitat pel seu caràcter prohibit; es començà a explotar el concepte i se'n donaren els primers enfocaments del cinema d'explotació. Algunes pel·lícules de culte cautionary inclouen: Reefer Madness (1936) i Marihuana (1936). En els anys 30 també es desenvolupa el cinema homoeròtic experimental, que normalment contenia al·lusions a la sexualitat humana i l'erotisme; ressaltava aspectes com el sexe explícit, la masturbació, la sodomia, la fornicació i l'homoerotisme; algunes pel·lícules de culte seues inclouen: Mädchen in Uniform (1931), Lot in Sodom (1933) i Fireworks (1947). Aquest enfocament cinematogràfic acaba amb l'estipulació del Codi Hays del 1934, però va deixar-se de censurar en mitjans audiovisuals a mitjan 1960.

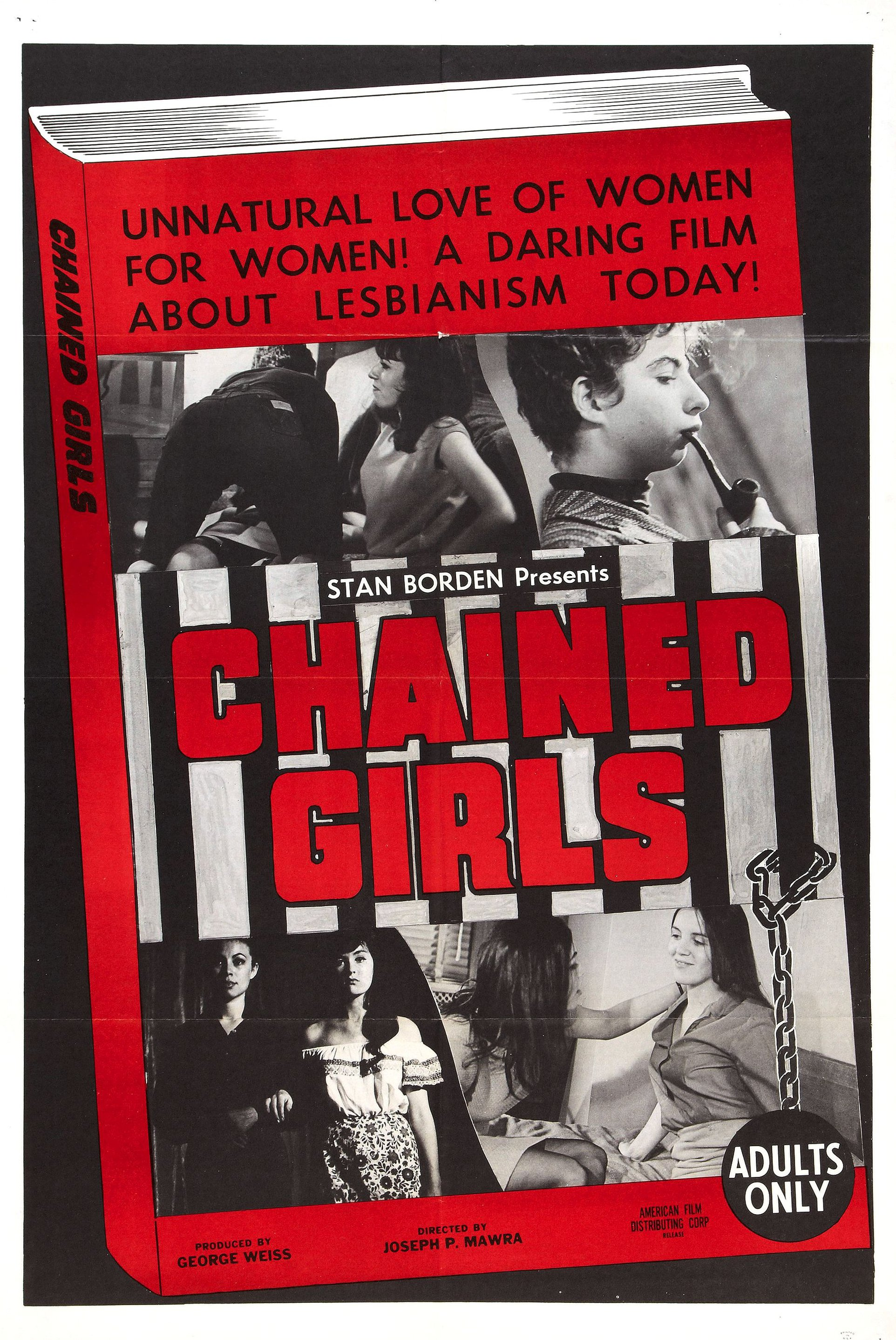
Promocional del sexploitation lèsbic Chained Girls (1968)

Es coneix com a camp la noció estètica (iniciada en la dècada dels 1950) que es caracteritza per una èmfasi en l'exageració, l'artificialitat estètica i l'efeminament. El camp és un element clau en la concepció de la cultura closet anterior als aldarulls de Stonewall el 1969, dedicada a incloure l'homosexualitat, el transgènere i el queer en la societat heteronormativa. El camp va servir com a mètode de transgressió per a la cultura homosexual, que després s'incorporà en formes d'art que tractaven l'homosexualitat i que, malgrat la seua intenció original de voler dignificar el LGBT, acabaven ridiculitzant-lo.
En el cinema, solen identificar-se diferents elements que fan referència a l'argument absurd contingut en el film; normalment amb un enfocament al·legòric i a voltes acompanyat d'elements del cinema d'explotació, amb una estètica de la dignificació d'allò socialment inacceptable, la presència d'un ambient excèntric, l'estètica flamboyant i, a vegades, l'explotació del sexe i l'erotisme en el cinema. Alguns directors famosos del camp són: Andy Warhol, Russ Meyer, John Huston, Armando Bó, Ed Wood i John Waters. Les característiques principals del cinema camp són una intenció còmica de caràcter cru, la utilització de drag, l'ambient excèntric, el sexploitation i ocasionalment la producció B o la comicitat sense la intenció de ser-ho. Pel·lícules de culte del cinema camp: Glen or Glenda (1953), Mary Poppins (1964), Pink Flamingos (1972), The Rocky Horror Picture Show (1975), La Cage aux Cardis (1978), Mommie Dearest (1981), Victor Victoria (1982), The Adventures of Priscilla, Queen of the Desert (1994), Welcome to the Dollhouse (1995), Showgirls (1995), Austin Powers: International Man of Mystery (1997), The Fast and the Furious (2001) Hairspray (2007) i Burlesque (2010).
El sexploitation és un corrent del cinema d'explotació que es caracteritza per emfasitzar les escenes de nu i sexe explícit; fou un format cinematogràfic molt popular entre els anys 1950 i 1970. Es caracteritzà per incloure freqüents escenes de nu amb arguments ridículs, en què normalment participaven actrius. Algunes pel·lícules d'aquest tipus foren Faster, Pussycat!, Kill! Kill! (1965), Supervixens (1975) i Showgirls (1995). Com a subgènere d'aquest enfocament de la cinematografia d'explotació i el new queer cinema, sorgeix en els 1990 el gaysploitation, que intenta sobretot retratar la vida sexual de personatges homosexuals masculins, incloent temes com el nu, el sexe explícit, l'abús sexual, la prostitució masculina, el cruising, la sida, el BDSM, el HSH, la hipermasculinitat, els bars underground i diverses identitats gai com el leather, l'os i el twink. Algunes pel·lícules d'aquest gènere foren: The Meatrack (1970), Song of the Loon (1970), Cruising (1980), My Own Private Idaho (1991), Hustler White (1996) i The Fluffer (2001), i alguns exemples pioners van ser-ne My Beautiful Laundrette (1985) i Maurice (1987).
En la cinematografia de dècades recents s'ha introduït l'homosexualitat com a tema recurrent en l'argument, més sovint l'homosexualitat masculina que la femenina. En el cinema gai s'inclouen exemples com: Beautiful Thing (1996), Latter Days (2003), Brokeback Mountain (2005), Shelter (2007), Were the World Mine (2008), Milk (2008), A Single Man (2009) i Weekend (2011). En el cinema lèsbic hi ha exemples com: Llaços ardents (1996), All Over Me (1997), Fucking Åmål (1998), High Art (1998), Gia (1998), But I'm a Cheerleader (1999), Boys Don't Cry (1999) i Saving Face (2004). En un sentit relacionat amb la comèdia, el cinema homoeròtic pot trobar-se en pel·lícules com D.E.B.S. (2004) i Another Gay Movie (2006). I d'altres com Plata quemada (2000); La ley del deseo, (1987); Fresa y chocolate (1994); La virgen de los sicarios (2000), Cachorro (2004) i Contracorriente (2010).